# Yoram
Yoram ist ein männlicher Vorname.

## Herkunft und Bedeutung
Bei Yoram handelt es sich um die englische bzw. internationale Transkription des hebräischen Namens יוֹרָם jōrām. Dieser Name ist wiederum eine Kurzform von יְהוֹרָם jəhōrām, der sich aus dem Gottesnamen יהוה jhwh und רום rwm „hoch sein“, „erheben“ zusammensetzt: „der Herr ist erhaben“.

## Verbreitung
Der Name ist lediglich in Israel verbreitet, dort jedoch sehr geläufig.

## Varianten
- Deutsch: Joram
- Englisch: Joram
- Hebräisch: יוֹרָם jōrām, יְהוֹרָם jəhōrām
- Griechisch: Ἰωράμ Iōrám
- Latein: Ioram

## Bekannte Namensträger

### Yoram
- Yoram Ben-Zeev (* 1944), israelischer Diplomat, 2007–2011 Botschafter in Deutschland
- Yoram David, israelischer Dirigent und ehemaliger Generalmusikdirektor in Aachen
- Yoram Dinstein (1936–2024), israelischer Professor für Rechtswissenschaft, Schwerpunkt Kriegsvölkerrecht
- Yoram Gaon (* 1939), israelischer Sänger und Schauspieler
- Yoram Globus (* 1941), israelischer Filmproduzent
- Yoram Gross (1926–2015), australischer Produzent von Kinder- und Familienfilmen
- Yoram Gutgeld (* 1959), italienischer Politiker israelischer Herkunft
- Yoram Hazony (* 1964), israelischer Bibelwissenschaftler, Philosoph und politischer Publizist
- Yoram Jacoby (1906–1997), deutscher Jurist und israelischer Diplomat
- Yoram Kaniuk (1930–2013), israelischer Schriftsteller, Maler und Journalist
- Yoram Paporisz (1944–1992), deutsch-israelischer Komponist ukrainischer Herkunft
- Yoram Tsafrir (1938–2015), israelischer Archäologe

Zwischenname
- Benjamin Yoram Mwila (1943–2013), sambischer Politiker

### Joram
- Joram Aridor (* 1933), israelischer Politiker
- Joram Lindenstrauss (1936–2012), israelischer Mathematiker
- Joram Mariga (1927–2000), simbabwischer Bildhauer
- Joram Voelklein (* 1973), deutscher Schauspieler